# Túry Mária
Túry Mária (Szeged, 1930. április 23. – Budapest, 1992. március 26.) kétszeres Munkácsy-díjas festő, érdemes művész.
A festmények mellett textil-, gobelin-, üvegablak-, mozaik terveket, zománcképeket valamint egyedi és sokszorosított grafikákat készített. Témáit munkája során mindvégig szűkebb környezetéből választotta: mindennapi életképeket, hétköznapi tárgyakat, szobabelsőket, növényeket, gyümölcsöket festett. Festészetének jellemzői a látványelemekből kiinduló, tudatosan szerkesztett kompozíciós rendszerek, konstruktív felépítmények. Fiatal kori munkáit még realista ábrázolások jellemezték, későbbi képein azonban felfedezhetők az aktivistákra emlékeztető vonások (erős kontúrok), absztrakt hatások, konstruktív szerkesztési elvek, sőt, egyik képén (Utcakép, 1983.) még a pop art szellemisége is. Az ötvenes évek realista és a hatvanas évek konstruktivista képeit a hetvenes években már oldottabb kompozíciók és világosabb színek követték, a nyolcvanas években pedig a kontúroktól megszabadított folt és lazúros felületképzés vált uralkodóvá festészetében.

## Tanulmányai
- 1948–53: Magyar Képzőművészeti Főiskola (mesterei voltak: Domanovszky Endre, Szőnyi István)
- Az USA-ban, Egyiptomban és több európai országban járt tanulmányúton.
- 1953–55: a Magyar Iparművészeti Főiskolán tanított.

## Köztéri munkái
- 1958: Üvegablak, Gellért Szálló, Budapest
- 1961: „Paprikafűzők”, gobelin, Addis Abeba, Magyar Nagykövetség
- 1964: Kerámia falikép, Miskolc, Szakszervezeti Székház
- 1966: „Figurák”, gobelin, Országos Tervhivatal, Budapest
- 1967: Mozaikburkolat, Pesti Színház, Budapest
- 1967: „Mérnökök”, gobelin, Budapesti Műszaki Egyetem
- 1968: „Barátság”, gobelin, Fővárosi Tanács, Budapest
- 1968: Homlokzati mozaik, Irodaház, Kiskőrös
- 1968: „Asszonyok”, gobelin, Művelődési Minisztérium, Budapest
- 1969: „Festő”, gobelin, Magyar Intézet, Prága
- 1970: „Gyógynövények”, gobelin, Kőbányai Gyógyszergyár, Budapest
- 1971: Mozaik, Babits Mihály Művelődési Ház, Szekszárd
- 1973: „Orange-fekete kompozíció”, gobelin, Külügyi Szálló, Budapest
- 1974: „Műemlékvédelem”, gobelin, Országos Műemléki Felügyelőség, Budapest
- 1976: „Sci –fi”, gobelin, Magyar Nemzeti Galéria
- 1979: Üvegablak, Fejér Megyei Tanács, Székesfehérvár
- 1980: Üvegmozaik, Pártszékház, Baja
- 1982: „Nógrád”, gobelin, Megyei Tanács, Salgótarján
- 1984: „Kertészlány”, gobelin, Művelődési Minisztérium, Budapest

## Egyéni kiállításai
- 1955: Fényes Adolf Terem, Budapest
- 1956: Szeged
- 1956: Hódmezővásárhely
- 1963: Galleria Scorpio, Róma (Hajnal Gabriellával, Kass Jánossal, Kádár Györggyel)
- 1964: Róma (Kádár Györggyel)
- 1965, 1969 és 1977: Csók István Galéria, Budapest
- 1969: Salgótarján
- 1973: Helikon Galéria, Budapest
- 1977: Magyar Ház, Berlin
- 1977: Suhl
- 1978: Helikon Galéria, Budapest
- 1978: Budapesti Komplex Szakképzési Centrum Kaesz Gyula Faipari Technikum és Szakképző Iskola, Budapest
- 1992: Móra Ferenc Múzeum, Szeged
- 2002: Szinyei Szalon, Budapest
- 2004: Körmendi Galéria, Budapest
- 2004: Atrium Hotelgaléria, Budapest
- 2006: „Variációk”, Újlipótvárosi Klubgaléria, Budapest
- 2010: Emlékkiállítás, születésének 80. évfordulója alkalmából, Galéria Lénia, Budapest

## Válogatás csoportos kiállításaiból
- 1958: Brüsszeli Világkiállítás
- 1958: Bécsi VIT
- 1961, 1965: Párizs Biennale de la Jeunesse
- 1966: XXXIII. velencei biennále
- 1969: Konstruktivista Biennálé, Nürnberg
- 1972: Fredriksberg
- 1972: Bécs
- 1985: Magyar Gobelin
- 1945-1985, Műcsarnok
- 2017-2018: Keretek között - A hatvanas évek művészete Magyarországon (Magyar Nemzeti Galéria)

## Díjai, elismerései
- 1958: Bécsi VIT festészeti díja
- 1958: Brüsszeli Világkiállítás, Diplome d’Honneur (Kádár Györggyel közösen festett pannóért.)
- 1958-61: Derkovits-ösztöndíj
- 1966: Munkácsy Mihály-díj
- 1977: Munkácsy-díj
- 1985: Érdemes művész

## Külső hivatkozások
- https://www.youtube.com/watch?v=XjavRi7puqw Születésének 80. évfordulója alkalmából rendezett emlékkillítás megnyitó
- http://www.galerialenia.hu/m.tury/index.html
- https://artportal.hu/lexikon-muvesz/tury-maria-1110 Archiválva 2022. december 5-i dátummal a Wayback Machine-ben
- https://web.archive.org/web/20100217154436/http://artportal.hu/aktualis/kiallitasok/a_kadar_muveszcsalad_tury_maria_kadar_katalin_kadar_gyorgy
- http://www.kormendigaleria.hu/kiallitas/199.html